# 弗魯托 (加利福尼亞州)
弗魯托（英語：Fruto）是位於美國加利福尼亞州格伦縣的一個非建制地區。該地的面積和人口皆未知。

## 地理
弗魯托的座標為39°35′24″N 122°27′00″W / 39.59000°N 122.45000°W，而該地的平均海拔高度為186米（即610英尺）。